# قبة حرارية

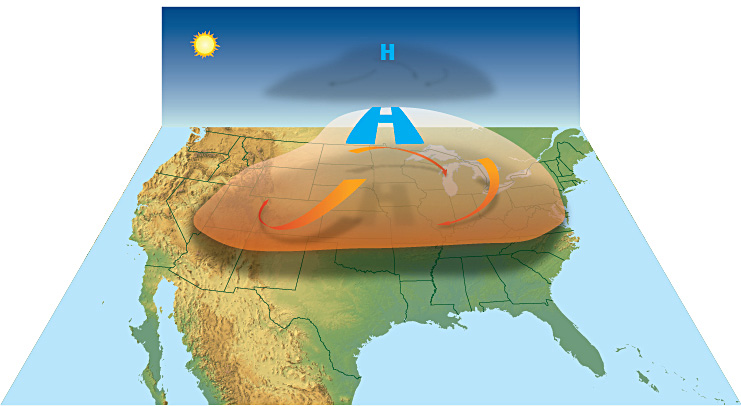
قبة حرارية فوق الولايات المتحدة

القبة الحرارية ظاهرة يحدث فيها أن تتسبب منطقة ضغط جوي مرتفع في طبقات الجو العالية بحبس هواء المحيط الساخن أسفل منها كما لو كانت غطاء أو قبة، ليتسبب ذلك في تسخين هذا الهواء عبر عملية ديناميكية تسمى التسخين تحت الضغط، ولتنشأ من ذلك كتلة هوائية ساخنة سطحية تختلف شدتها بحسب المنطقة وشدة المرتفع الجوي وفترة تشكلها خلال السنة. يمكن ربط أسبابها بظاهرة الاحتباس الحراري وتغير المناخ، هذا ويعتبر الهواء العلوي في هذه الحالة من أنماط المناخ بطيئة الحركة، ويشار إليها من قبل خبراء الأرصاد الجوية بأنها كتلة أوميغا [الإنجليزية].

## نشوء القبب الحرارية

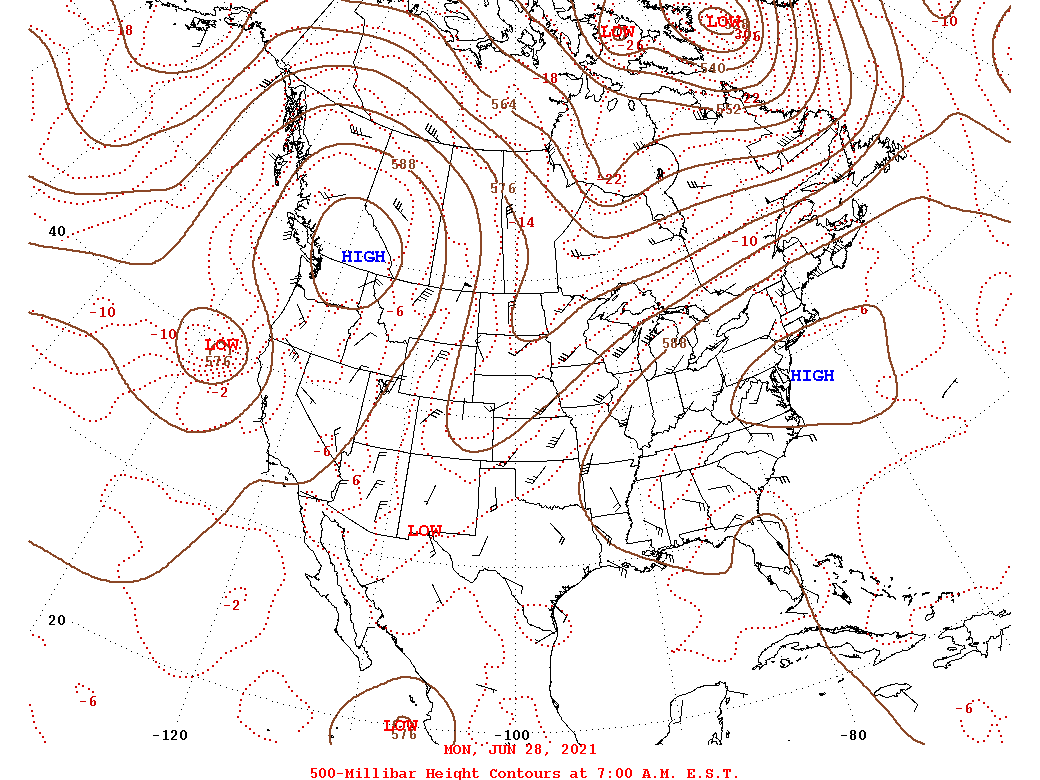
القبة الحرارية لموجة الحر في غرب أمريكا الشمالية 2021 فوق غرب كندا وشمال غرب الولايات المتحدة. منطقة الضغط العالي تمثل القبة الحرارية

في ظل ظروف الصيف الجافة، تتراكم كتلة من الهواء الدافئ في منطقة ما، وفي حال وجود مرتفع جوي في الطبقات العليا للغلاف الجوي في تلك المنطقة، فإن المرتفع يعمل على دفع الهواء الدافئ لأسفل ليصبح مضغوطًا ويصغر حجمه، وحيث إن صافي حرارته الآن بحجم أصغر من ذي قبل فإنه يصبح أكثر سخونة، وعندما يحاول الهواء الدافئ الارتفاع لأعلى فإن الضغط العالي فوقه يجبره على النزول، ليزداد سخونة، ويزداد ضغطه. بتعبير آخر، يعمل الضغط المرتفع كما لو كان قبة تتسبب في رفع سخونة كل شيء تحتها أكثر وأكثر.